# Procambridgea otwayensis
Procambridgea otwayensis là một loài nhện trong họ Stiphidiidae.
Loài này thuộc chi Procambridgea. Procambridgea otwayensis được V. T. Davies miêu tả năm 2001.